# Trachypithecus crepusculus
Trachypithecus crepusculus — вид мавп Старого Світу, що походить із Східної та Південно-Східної Азії (Камбоджа, Китай (Юньнань), Лаос, М'янма, Таїланд, В'єтнам). Зустрічається в первинних, вторинних вічнозелених, напіввічнозелених, змішаних листяних лісах, а також у вапнякових районах, вапнякових карстах.

## Морфологічні особливості
Вид досягає довжини голови та тіла приблизно 49 см (самиці) і 51 см (самці), а також довжини хвоста 82 см (самиці) і 83 см (самці), ваги 6,4 см (самиці) і 6,9 кг (самець). Голова і тулуб світло-сірі, черево трохи світліше, сріблясто-сіре. Руки і ноги темно-сірі, обличчя і щоки коричневі, безволоса шкіра обличчя темно-сіра. Навколо очей є круглі білуваті кільця. Верхня губа також біла. Верхні волоски на голові утворюють завиток. Світло-сірий хвіст закінчується маленькою китицею. Тварини з північного сходу ареалу в більшості випадків темніші, особливо кінцівки і хвіст.

## Спосіб життя
Він в основному листоїдний, але, як відомо, харчується інжиром, пагонами бамбука, квітами, насінням і камеддю. Розмноження та пологи протягом року, але пік пологів припадає на листопад — квітень.